# Бреннер, Фридрих
Фридрих Бреннер (нем. Friedrich Brenner; 2 июня 1815, Айслебен — 1898, Мюнхен) — немецко-эстонский органист, музыкальный педагог и композитор, работавший в Дерпте (ныне Тарту), «одна из самых значительных и заслуживающих признания личностей в музыкальной жизни старого балтийского университетского города».

## Биография
Окончил гимназию в Магдебурге. С 1833 г. работал учителем музыки в частном поместье Лаздон (ныне Лаздона, Мадонский край). В 1838 г. в этом же качестве перебрался в Дерпт, а в 1839 г. занял должность преподавателя и руководителя музыкальных программ Дерптского университета и находился на этом посту до 1878 года. Среди учеников Бреннера были Давид Отто Виркхаус, Юлиус Отто Гримм. Организовал студенческий хор, а в 1857 г. и академическое Певческое общество (нем. Akademischen Gesangverein Dorpat; до 1893 года).
В 1856—1893 кантор университетской церкви. Сочинял хоровую и органную музыку, бо́льшая часть которой не издана и хранится в библиотеке Тартуского университета. В 1893 г. вышел в отставку и уехал в Германию, последние годы жил у дочерей в Мюнхене и Эрлангене.